# Láncara
Láncara ist eine spanische Gemeinde (Concello) mit 2.500 Einwohnern (Stand: 2024) in der Provinz Lugo der Autonomen Gemeinschaft Galicien.

## Städtepartnerschaften
Láncara unterhält eine Städtepartnerschaft mit La Lisa in Kuba.

## Geografie
Láncara liegt im zentralen Teil der Provinz Lugo ca. 18 Kilometer südlich der Provinzhauptstadt Lugo.
Umgeben wird Láncara von den sieben Nachbargemeinden:
| O Corgo  |                                             | Baralla     |
| O Páramo | Kompassrose, die auf Nachbargemeinden zeigt | Becerreá    |
| Sarria   | Samos                                       | Triacastela |

Der Fluss Sarria bewässert von Süden kommend das südwestliche Gebiet der Gemeinde in westlicher Richtung, bevor er an der Grenze zur Nachbargemeinde O Páramo seine Fließrichtung in Richtung Norden schwenkt und größtenteils die natürliche Grenze bildet und an der äußersten nordwestlichen Spitze als linker Nebenfluss in den Río Neira, einem Nebenfluss des Río Miño mündet. Dieser durchquert das Gemeindegebiet von Ost nach West.

## Klima
|                        | Jan | Feb | Mär  | Apr  | Mai  | Jun  | Jul  | Aug  | Sep  | Okt  | Nov  | Dez |   |      |
| Mittl. Temperatur (°C) | 5,5 | 5,6 | 7,8  | 9,6  | 12,5 | 16,1 | 17,9 | 18,2 | 16,4 | 12,9 | 8,1  | 6   | ⌀ | 11,4 |
| Mittl. Tagesmax. (°C)  | 9,2 | 10  | 12,6 | 14,4 | 17,3 | 21,2 | 23,2 | 23,8 | 21,9 | 17,5 | 11,8 | 9,9 | ⌀ | 16,1 |
| Mittl. Tagesmin. (°C)  | 2,1 | 1,6 | 3,4  | 5,1  | 7,8  | 11,3 | 13,1 | 13,3 | 11,5 | 8,7  | 4,9  | 2,6 | ⌀ | 7,1  |
|                        |     |     |      |      |      |      |      |      |      |      |      |     |   |      |
| Niederschlag (mm)      | 112 | 84  | 87   | 94   | 80   | 54   | 31   | 37   | 59   | 117  | 125  | 118 | Σ | 998  |
|                        |     |     |      |      |      |      |      |      |      |      |      |     |   |      |
| Sonnenstunden (h/d)    | 3,8 | 4,9 | 6,1  | 6,9  | 7,8  | 8,5  | 8,4  | 8,4  | 7,9  | 6,3  | 4,3  | 4,1 | ⌀ | 6,5  |
|                        |     |     |      |      |      |      |      |      |      |      |      |     |   |      |
| Regentage (d)          | 10  | 8   | 8    | 10   | 9    | 6    | 5    | 5    | 7    | 9    | 11   | 10  | Σ | 98   |
|                        |     |     |      |      |      |      |      |      |      |      |      |     |   |      |
| Luftfeuchtigkeit (%)   | 86  | 83  | 79   | 79   | 78   | 76   | 73   | 72   | 73   | 80   | 85   | 84  | ⌀ | 79   |

| 2,1 |

| 1,6 |

| 3,4 |

| 5,1 |

| 7,8 |

| 11,3 |

| 13,1 |

| 13,3 |

| 11,5 |

| 8,7 |

| 4,9 |

| 2,6 |

| 2,1 |

| 1,6 |

| 3,4 |

| 5,1 |

| 7,8 |

| 11,3 |

| 13,1 |

| 13,3 |

| 11,5 |

| 8,7 |

| 4,9 |

| 2,6 |

Das Klima zeichnet sich durch mäßig warme Sommer und relativ milde Winter aus. Fast die Hälfte der Niederschläge fällt in den Monaten Oktober bis Januar. Luftfeuchtigkeit, Niederschlagsmengen und Anzahl der Regentage pro Monat nehmen in den Sommermonaten Juni bis September deutlich ab.

## Bevölkerungsentwicklung der Gemeinde
Quelle: INE-Archiv – grafische Aufarbeitung für Wikipedia
Nach einem Anwachsen der Gemeindegröße auf über 6500 Einwohner um 1940 sank die Zahl der Bevölkerung stetig bis unter 3000.
| Männer | Alterstufe | Frauen |
| ------ | ---------- | ------ |
| 0      | 100+       | 2      |
| 6      | 95–99      | 10     |
| 22     | 90–94      | 53     |
| 57     | 85–89      | 78     |
| 64     | 80–84      | 80     |
| 74     | 75–79      | 76     |
| 108    | 70–74      | 82     |
| 92     | 65–69      | 105    |
| 119    | 60–64      | 97     |
| 95     | 55–59      | 95     |
| 81     | 50–54      | 69     |
| 100    | 45–49      | 73     |
| 79     | 40–44      | 78     |
| 99     | 35–39      | 70     |
| 85     | 30–34      | 61     |
| 53     | 25–29      | 43     |
| 42     | 20–24      | 39     |
| 33     | 15–19      | 31     |
| 33     | 10–14      | 36     |
| 21     | 5–9        | 30     |
| 42     | 0–4        | 38     |

Am 1. Januar 2021 waren ca. 54 % der Bevölkerung (60 % der Männer, 50 % der Frauen) im erwerbsfähigen Alter (20–64), während dieser Wert für ganz Spanien ca. 61 % betrug.
Die Überalterung der Bevölkerung der Gemeinde zeigt folgende Tabelle, bei der das Verhältnis von Gruppen von älteren Personen mit Gruppen von Personen der jüngeren Generation verglichen wird:
| Alter | Anzahl Personen | Alter | Anzahl Personen | Provinz | Galicien | Spanien |
| ----- | --------------- | ----- | --------------- | ------- | -------- | ------- |
| 60–64 | 100             | 20–24 | 38              | 49      | 58       | 79      |
| 55–59 | 100             | 15–19 | 34              | 45      | 57       | 71      |
| 50–54 | 100             | 10–14 | 46              | 47      | 56       | 68      |

## Gemeindegliederung
Die Gemeinde Láncara ist in 26 Parroquias gegliedert:
| Parroquias              | Patrozinium          | Einwohner 2024 | Fläche km² | Dichte Einw./km² | Höhe msnm | Ortskennzahl |
| ----------------------- | -------------------- | -------------- | ---------- | ---------------- | --------- | ------------ |
| Armea                   | San Pedro            | 42             | 4,91       | 9                | 500       | 27026010000  |
| Bande                   | San Pedro            | 80             | 5,37       | 15               | 505       | 27026020000  |
| Carracedo               | San Vicente          | 55             | 2,94       | 19               | 456       | 27026030000  |
| Cedrón                  | Santiago             | 162            | 15,14      | 11               | 653       | 27026040000  |
| Galegos                 | Santa Mariña         | 81             | 2,76       | 29               | 544       | 27026050000  |
| Lagos                   | Santalla             | 46             | 5,04       | 9                | 620       | 27026060000  |
| Lama                    | Santa María          | 92             | 4,83       | 19               | 428       | 27026070000  |
| Láncara                 | San Pedro            | 187            | 6,58       | 28               | 453       | 27026080000  |
| Larín                   | San Salvador         | 11             | 1,44       | 8                | 411       | 27026090000  |
| Monseiro                | San Miguel           | 43             | 3,67       | 12               | 656       | 27026100000  |
| Muro                    | San Xoán             | 104            | 5,35       | 19               | 501       | 27026110000  |
| Neira de Cabaleiros     | Santa María Madanela | 52             | 2,37       | 22               | 433       | 27026120000  |
| Oleiros                 | San Martiño          | 76             | 3,84       | 20               | 403       | 27026130000  |
| A Pobra de San Xiao     | San Xiao             | 755            | 3,33       | 227              | 369       | 27026140000  |
| Río                     | San Martiño          | 54             | 3,77       | 14               | 510       | 27026150000  |
| Ronfe                   | San Pedro            | 107            | 5,13       | 21               | 396       | 27026160000  |
| Souto de Ferradal       | Santiago             | 40             | 2,98       | 13               | 465       | 27026170000  |
| Toirán                  | San Salvador         | 118            | 6,93       | 17               | 626       | 27026180000  |
| Toldaos                 | San Vicente          | 42             | 3,16       | 13               | 530       | 27026190000  |
| Toubille                | Santa María          | 61             | 3,54       | 17               | 504       | 27026200000  |
| Trasliste               | San Xoán             | 95             | 4,98       | 19               | 523       | 27026210000  |
| Vilaesteva de Herdeiros | Santa María          | 36             | 6,51       | 6                | 861       | 27026220000  |
| Vilaleo                 | Santa María          | 31             | 3,86       | 8                | 456       | 27026230000  |
| Vilambrán               | Santa María          | 24             | 0,91       | 26               | 387       | 27026240000  |
| Vilarello               | San Pedro            | 42             | 5,49       | 8                | 517       | 27026250000  |
| Vilouzán                | Santo Estevo         | 56             | 6,83       | 8                | 621       | 27026260000  |

Der Sitz der Gemeinde befindet sich im Ort A Pobra de San Xiao in der Parroquia Puebla de San Julián.

## Geschichte
Die zahlreichen Castros, die noch in der Gemeinde Láncara erhalten sind, zeugen von einer Vergangenheit sehr alter menschlicher Siedlungen. Sie sind über die gesamte Gemeinde verteilt, jedoch mit besonderer Häufung in den westlichen und südlichen Gebieten. Die herausragendsten sind: „Castro do Monte“ in der Parroquia Bande, „Cairedo“ in San Miguel de Monseiro, „Croa do Castro“ in Poboa de San Xiao, „Eixor“ in Toirán, „Seteventos“ in Toldaos, „O Castro“ in Trasliste, „Cabezais“ in Vilouzán, „Castro de Cedrón“ und „Castro de Muro“.
Aus der  Römerzeit ist die Carracedo-Brücke als wichtigster Hinweis erhalten, die auf der antiken Route von Lucus Augusti (Lugo) die Funktion erfüllte, den Fluss Neira zu überqueren. Im Mittelalter war der Übergang über die Carracedo-Brücke mit einer Mautgebühr belegt. Zu dieser Zeit finden wir Hinweise auf Láncara in einem Auftrag, der eine Lieferung von San Xiao an die Kirche von Santiago de Compostela anordnete. Der Ort ging später im 14. Jahrhundert in die Domäne des Don Fernando de Castro, Lehnsherr von Lemos, über. Dieses Privileg stammt aus dem Jahr 1360.
Die ersten Aufzeichnungen, die wir über Láncara haben, stammen aus dem 10. Jahrhundert, als Don Gonzalo, Sohn von König Alfons III., in seinem Testament dem Bischof von Santiago de Compostela die Stadt Láncara und andere Orte der Gemeinde, die zum Kloster von Samos gehörten, schenkte.
Láncara wurde eine Herrschaft, seit sie von Ordoño II, dem Bruder von Don Gonzalo, im Austausch gegen den Bischof von Compostela für die Städte Oza und Cela zurückgewonnen wurde.
Während des 17. und 18. Jahrhunderts, dem goldenen Zeitalter des Adels in Galicien, wurden Herrenhäuser in Láncara und berühmte Familien wie Castro, Bolaño, Ulloa, Ribadeneira, Quiroga, Deza hatten in hier ihre Paläste.
Zu Beginn des 19. Jahrhunderts breitete sich der Vorgang der sogenannten galicischen Solidarität in ganz Galicien aus. Die Bewegung wurde in A Coruña geboren und brachte eine starke Entwicklung der Agrarbewegung auf der Suche nach besseren Arbeitsbedingungen hervor. Die Abschaffung von Pachtverträgen wurde gefordert und in den frühen Jahren des zwanzigsten Jahrhunderts wurden Kundgebungen und Versammlungen organisiert.
In den 1830er und 1840er Jahren wurden mehrere institutionelle und administrative Reformen durchgeführt, die die Gemeinde Láncara in zwei Teile teilten: Láncara und A Póboa de San Xiao. Die heutige Gemeinde Láncara wurde 1889 gegründet. Die Hauptstadt der Gemeinde befand sich zunächst in Carracedo, wo 1910 ein neues Gebäude für das Rathaus errichtet wurde.
Mit dem Bau der Eisenbahnlinie Sarria-Lugo im Jahr 1880 gewann A Póboa de San Xiao zu Lasten von Láncara an Bedeutung, was mit der Verlegung der Gemeindehauptstadt nach A Póboa de San Xiao im April 1958 endete.

## Sehenswürdigkeiten
- Brücke von Carracedo

Es gibt Studien, die besagen, dass sie auf einen römischen Ursprung zurückgeht, eine Theorie, die das Vorhandensein einer alten römischen Straße, bekannt als „Römerweg“, bestätigen würde.
Ihre Bauart ist mittelalterlich. Sie besitzt vier Halbkreisbögen aus Granitmauerwerk. Die Brücke hatte einen kleinen zweistöckigen Pavillon, der das Bild des Erzengels Michael barg. Am Fuß der Brücke befand sich eine Furt, die früher im Sommer von Karren und Vieh überquert werden musste, um den Verfall der Brücke zu verhindern.
Die Brücke ist doppelt geneigt mit ungleichen Abschnitten, wobei der Wechsel in dem Pfeiler stattfindet, der sich zwischen den Hauptbögen befindet. Sie wurde in der ersten Hälfte des 17. Jahrhunderts repariert, wie aus einem Bericht hervorgeht, der 1640 von der königlichen Gericht von Galicien zur Bezahlung der durchgeführten Arbeiten vorgenommen wurde.
Entsprechend der Route dieser alten Römerstraße verließen viele Pilger den Französischen Weg an der Stelle von Lamas de Viduedo und passierten Furco, Galegos, Carracedo, Bande und Hospital de Chamoso auf der Suche nach der ummauerten Stadt.
Die Brücke wurde im 18. Jahrhundert häufig genutzt, was durch die Tatsache belegt wird, dass sie jeden Donnerstag als Treffpunkt diente für die Post aus Sarria, Monforte de Lemos und Ourense, zusammen mit dem Rest von Galicien, um sie gesammelt an das Gericht von Kastilien zu senden. An Sonntagabenden wurde eingesammelt, was „von diesem Gericht und weiteren Teilen Kastiliens“ zurückkam (gemäß dem Protokoll von D. Joseph Antonio de la Peña Somoza von 1756, im Bulletin der Denkmalkommission von Lugo, Band IV).
Sie wurde auch von Pater Sarmiento auf seiner Reise nach Galizien im Jahr 1745 genutzt. Die Brücke wurde in den 1990er Jahren restauriert, wobei ihre besondere Maultierspur respektiert wurde.
- Herrenhaus Láncara

Es befindet sich in der Parroquia Láncara und hat eine lange historische Tradition. Im 16. Jahrhundert, als das Gebäude noch eine Festung war, gehörte es den Herren von Láncara, Beatriz de Castro und ihrem Ehemann Don Pedro Bolaño Ribadeneira. Als das Haus in die Hände von Donna Ana Pimentel Ribadeneira und Don Alonso Yebra überging, wurde das Gebäude errichtet, das heute zu sehen ist.
Im Gegensatz zu anderen Palästen der Zeit hat dieser keine Kapelle, da die Kirche San Pedro nur wenige Meter entfernt ist. Seit dem Ende des 16. Jahrhunderts genießen Mitglieder dieser Familie das Patronatsrecht über die Kirche und haben das Privileg, sich im Altarraum beizusetzen, in Gräbern, die unter einem Bogen an den Seiten der Hauptkapelle eingebettet sind.
Das Haus erlangte im frühen 18. Jahrhundert seine größte Bedeutung und Ansehen. Es ging durch die Hände mehrerer Adelsfamilien, bis es schließlich der Diputación de A Coruña gespendet wurde, die es öffentlich versteigerte und von dem deutschen Industriellen William Putzer erworben wurde, der eine Verbesserung des Hauses in Angriff nahm. Es ist derzeit für den ländlichen Tourismus bestimmt.
Das Gebäude ist ein Gebäude im Palaststil, mit einem Innenhof und Türmen an der Fassade, die ursprünglich nicht die gleiche Höhe hatten, aber als Ergebnis des Restaurierungsprozesses, dem der Pazo unterzogen wurde, angepasst wurden.
Die nach Süden ausgerichtete Hauptfassade ist der wichtigste Teil des gesamten Komplexes und wurde im Gegensatz zum Rest des Gebäudes aus Quadermauerwerk hergestellt. Bemerkenswert in der Gestaltung ist die Kombination der Türme mit einem niedrigeren Mittelkörper und einem leicht zurückgenommenen, mit offenem Loggiencharakter gestalteten Gebäude, das mit der geschlossenen und robusten Erscheinung der Türme kontrastiert. Ein dreifacher Torbogen auf mit Plastiken verzierten Säulen führt zu einem Säulengang, der den Zugang zum Innenhof und zu den Räumen der Türme ermöglicht.
- Casa Grande von A Pobra de San Xiao

Der Pazo ist derzeit im Besitz von Don Luís Fernando Quiroga y Piñeyro. Seine Ursprünge reichen bis ins 14. Jahrhundert zurück, inspiriert von den Vorbildern des Mittelalters und der Kriegsherren und Eroberungen, die dem Adel zuerkannt wurden. Bereits zu jener Zeit war Besitzer des Herrenhauses ein Quiroga.
Die Architektur des Pazos war gleichzeitig bäuerlich und klösterlich und passte die baulichen Elemente allen Bedürfnissen des Lebens an. Stein, Holz und Schiefer sind die einzigen Materialien, die für den Bau dieses Gebäudes mit 2500 m² Wohnfläche verwendet wurden, in einem Anwesen, das wie üblich von einer Steinmauer umgeben ist und in dem sich andere Nebengebäude wie Ställe, Ofen, Vorratskammern, Getreidelager sowie die klassischen Taubenschläge befanden, so dass die Besitzer autark wurden.
Die Kapelle des Palastes, befand sich damals in Verbindung mit dem Haus und besaß bestimmte Privilegien, denn sie erhielt die Genehmigung von sieben Päpsten der katholischen Kirche von Rom, die Messe zu zelebrieren und das Allerheiligste Sakrament sowie eine Reliquie des Heiligen Kreuzes auszustellen. Von großer Bedeutung sind auch die riesigen Gemälde, die die verschiedenen Etappen des Kreuzwegs bis Golgota darstellen, sowie die Porträts von Persönlichkeiten, die mit diesem Palast in Verbindung stehen.
Der Besitz des Pazo war immer in den Händen der Vorfahren der Familie Quiroga durch illustre Persönlichkeiten von sozialer und politischer Bedeutung, wie es in den Fällen von Luis López Ballesteros, Finanzminister zur Zeit des spanischen Königs  Ferdinand VII. der Fall war. Seine Tochter heiratete José Quiroga und aus dieser Ehe wurde Benigno Quiroga López Ballesteros geboren, der während der Regierungszeit von Alfons XII. zum Gouverneur der Philippinen und Innenminister ernannt wurde.

## Wirtschaft
| Ackerbau, Viehzucht und Fischerei                                                  | 307 | 033,05 |
| Industrie                                                                          | 083 | 08,93  |
| Bauwirtschaft                                                                      | 069 | 07,43  |
| Dienstleistungsbetriebe                                                            | 470 | 050,59 |
| Total                                                                              | 929 | 100,00 |
| * Daten aus dem Statistischen Amt für Wirtschaftliche Entwicklung in Galicien, IGE |     |        |

## Verkehr
Die Provinzstraße LU-546 durchquert den Sitz der Gemeinde und verbindet ihn mit Lugo im Norden und Sarria im Süden. Das östliche Gemeindegebiet wird von der Provinzstraße LU-636 durchquert, die von Sarria nach Becerreá führt. Die Provinzstraße LU-621 startet im Gemeindesitz von A Pobra de San Xiao, verläuft in östlicher Richtung durch das Gemeindegebiet und verbindet es mit der Nachbargemeinde Baralla.
Die Nationalstraße N-VI verläuft auf einer Länge von ca. einem Kilometer parallel zur Grenze zur nördlichen Nachbargemeinde O Corgo. Die parallel verlaufende Autovía A-6 (Autovía del Noroeste) von Madrid nach Arteixo durchquert das nördliche Gemeindegebiet auf wenigen hundert Metern ohne Ausfahrt.
Die Bahnstrecke von Madrid nach A Coruña durchquert die Gemeinde ohne aktuellem Haltepunkt.

## Persönlichkeiten
Aus Láncara sind eine Reihe Personen hervorgegangen, die teilweise weit über die Grenzen Galiciens oder sogar Spaniens hinaus bekannt sind.
- Pero de Armea

Laut dem Philologen und Historiker Menéndez Pidal war Pero de Armea ein Troubadour des 13. Jahrhunderts, der in der Parroquia Armeá geboren wurde. So wie andere Dichter seiner Zeit, um Aufmerksamkeit zu erregen oder öffentlich aufzutreten, falsche und oft verniedlichende Namen trugen, genügte ihm der klangvolle Vorname, dem er den seines Heimatdorfes „Armea“ hinzufügte.
Er war ein Troubadour im klassischen Sinne des Wortes, was nicht daran ändert, dass er selbst komponierte und seine Gedichte begleitet von Musikinstrumenten aufführte und seinerseits nicht spielte.
- Antonia de Riva de Neira

Sie wird von Rivas Reija als Oberhaupt der ältesten Linie von San Martín de Oleiros erwähnt. Sie war „Prinzessin von Santa Roselea“ gemäß dem Titel, den Maria Anna von Österreich und ihr Sohn Karl II. ihr verliehen. Antonia de Riva de Neira wurde in Pobra de Aday geboren. Bereits am Hof erzog sie König Karl II. Sie war eine Vertraute von Maria Anna und als diese nach Toledo und dann nach Sizilien verbannt wurde, begleitete sie sie in ihr Exil.
- Antonio López Quiroga y Somoza (1876–1949)

Er wurde am 5. August 1876 in San Salvador de Sarria geboren und starb am 5. August 1949 in San Pedro de Bande. Sein Vater war Sekretär des Stadtrates von Láncara. Seine Mutter stammte aus der Familie De La Rota, aus dem großen Haus in Sarria.
Obwohl er seine priesterlichen Studien am Priesterseminar von Lugo begann, widmete er sich später der Zimmerei auf seinem Grundstück in San Pedro de Bande im Haus „Das Agrolazas“ (Name für ein großes Grundstück). Später widmete er sich seinem größten Hobby, dem Bau von Dudelsäcken mit einer Handdrehbank, da es damals noch keinen Strom gab. Er verwendete Myrtenholz, um sie herzustellen mit seidenen Bälgen und mit silbernen Ringen und Seidenbändern geschmückt. Der Preis für seinen Dudelsack betrug damals 700 Pesetas. Bald breitete sich sein Ruhm aus und er erhielt Aufträge aus Monforte de Lemos, A Coruña, Barcelona. Er hat sogar König Alfons XIII. einen Dudelsack geschenkt. Als großer Musikliebhaber besaß er ein Grammophon, auf dem er Musik hörte und dann nach Gehör spielte. Bis zu seinem Tod baute er weiterhin Dudelsäcke. Eine Gruppe von Dudelsackspielern begleitete ihn, als er auf dem Pfarrfriedhof von San Pedro de Bande begraben wurde.

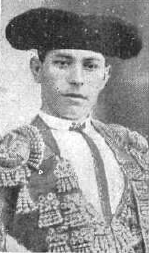
Alfonso Cela Vieito

- Alfonso Cela Vieito, genannt „Celita“ (geboren am 11. Juli 1885 in San Vicente de Carracedo, gestorben am 26. Februar 1932 in Madrid)

Aus einfachen Verhältnissen kommend, ging er 1896 nach Madrid und erlernte dort das Fleischerhandwerk.
Sein Leben als Matador begann in der Stierkampfarena von Segovia. Er nahm an einem Stierkampfwettbewerb teil und gewann den ersten Preis, einen Umhang im Wert von damals 6000 Pesetas.
Er war zwischen 1906 und 1912 Novillero, d. h. er bestritt zunächst Kämpfe mit Jungstieren. In diesem Jahr entschied er sich am 15. September nach A Coruña für die Alternativa mit Manolo Bienvenida als Paten zu gehen. Kurz darauf bestätigte er seinen Aufstieg als Matador in Madrid mit Agustín García Malla als Paten. 1916 nahm er an 23 Stierkämpfen teil.
Im Laufe seiner Karriere war er auf den Plätzen von Barcelona, Sevilla und Mexiko erfolgreich. Sein letzter Kampf fand am 25. Juni 1922 in Madrid statt.
Er war der erste galicische Stierkämpfer. 2013 wurde er posthum zum Ehrenbürger von Láncara ernannt.
- Ramón Piñeiro López

Er wurde 1915 in Láncara geboren. Nach dem Besuch der Grundschule in der Provinzhauptstadt kehrte er in sein Dorf zurück, um in der Landwirtschaft der Familie zu helfen, und begann 1930 in Sarria zu arbeiten. Im Jahr der Ausrufung der Republik 1931 ergab sich für ihn die Gelegenheit, an verschiedenen Wahlveranstaltungen in dieser Gemeinde teilzunehmen. Ein Jahr später kehrte Piñeiro nach Lugo zurück, um das Abitur zu machen. Unter dem Einfluss einer Kundgebung der neu gegründeten Partido Galeguista nahm Ramón an der Gründung der Mocedade Galeguista de Lugo teil und wurde zum Kulturminister gewählt, später zum Präsidenten. Von diesem Moment an trat Piñeiro in eine Zeit intensiver politischer Aktivität ein und arbeitete 1936 als Sekretär des von der Galeguista-Partei organisierten Provinzkomitees.
Nach dem Bürgerkrieg begann er in Santiago de Compostela und Madrid Philosophie und Literatur zu studieren. Piñeiro befasste sich jedoch mehr mit der heimlichen Umgruppierung des Galicianismus und brach das Studium ab. Als Ende 1945 die katalanischen, baskischen und galicischen Nationalisten beschlossen, mit der republikanischen Exilregierung in Frankreich zu verhandeln, wurde Piñeiro zum galicischen Vertreter in dieser Kommission ernannt. Bei seiner Rückkehr würde er verhaftet und zu sechs Jahren Gefängnis verurteilt, von denen er drei, von 1946 bis 1949, verbüßte. Anschließend kehrte Piñeiro nach Galizien zurück und bemühte sich seitdem, die galicische Strategie radikal zu ändern, ohne Rücksicht auf die politische Option und eine Reduzierung auf kulturelle Intervention, was zum Zerfall der Galeguista-Partei führte. Das Ergebnis dieser Position, bekannt als „Piñeirismo“ war 1950 die Gründung von der Editorial Galaxia in Vigo, der ersten galicischen Verlagsinitiative der Nachkriegszeit. Als Direktor dieses Unternehmens und Co-Direktor der Zeitschrift Grial widmete sich Piñeiro der Förderung und Verbreitung der galicischen Kultur. Er widmete sich fortan dem Schreiben. Sein kurzes Aufsatzwerk hat als Ausgangspunkt philosophisches Denken: „Siñificado metafísico da saudade“ (deutsch: Metaphysische Bedeutung der Sehnsucht) (1951), „Pra unha filosofía da saudade“ (deutsch: Für eine Philosophie der Sehnsucht) (1953), „A saudade e Rosalía“ (deutsch: Sehnsucht und Rosalía) (1962).
1967 trat er mit einer Rede mit dem Titel „A lingoaxe i as língoas“ (deutsch: Die Sprache und die Sprachen) 1967 in die Real Academia Gallega ein. Bereits in demokratischen Zeiten wurde er von den Listen der Partido de los Socialistas de Galicia-PSOE zum unabhängigen Abgeordneten des galicischen Parlaments gewählt und von 1983 bis zu seinem Tod 1990 in Santiago de Compostela bekleidete Ramón Piñeiro als erster die Präsidentschaft des galicischen Kulturrats.
2013 wurde er posthum zum Ehrenbürger von Láncara ernannt.
- José Peña Guitián

Er wurde 1926 in der Parroquia Toldaos geboren. Er ist Kinderarzt und Professor an der Universität Santiago de Compostela.
Er besuchte das Gymnasium in Lugo und studierte Medizin in Santiago de Compostela (1950), Medizin und Chirurgie an der Universität Complutense Madrid (1952). Seine Ausbildung in Pädiatrie und seine Lehrtätigkeit begannen bei Professor Suárez Perdiguero 1950 in Santiago de Compostela, längere Aufenthalte waren in Brüssel und Gießen, kürzere in Paris und London.
Weitere Stationen seines Werdegangs waren Staatlicher Kinderbetreuer (1957) und Facharzt für Kinderheilkunde der Sozialversicherung, ab 1960 Direktor der Schule für Kinderbetreuung von Galicien und Dienst- und Abteilungsleiter im Universitätskrankenhaus bis zu seiner Pensionierung. Zu seinen Positionen gehörten der Studienleiter der Krankenschwesterschulen, Direktor der Fachschule für Pädiatrie bis zur Integration in das Ausbildungssystem Médico interno residente. Er war Prodekan (1976–1979) und Dekan (1979–1981) der medizinischen Fakultät und Mitglied der Nationalen Pädiatriekommission des INP.
Seine Forschungsschwerpunkte lagen in den Bereichen Wachstum, Rachitis, angeborene Stoffwechselstörungen und Knochendysplasien.
Er hat 23 Doktorarbeiten und 90 Bachelorarbeiten begleitet.
Unter seinen Auszeichnungen: das Großkreuz des Zivilordens für Gesundheit, den Novoa-Santos-Preis und die Castelao Medaille von Galicien. 2013 wurde er zum Ehrenbürger von Láncara ernannt
- Basilio Losada Castro

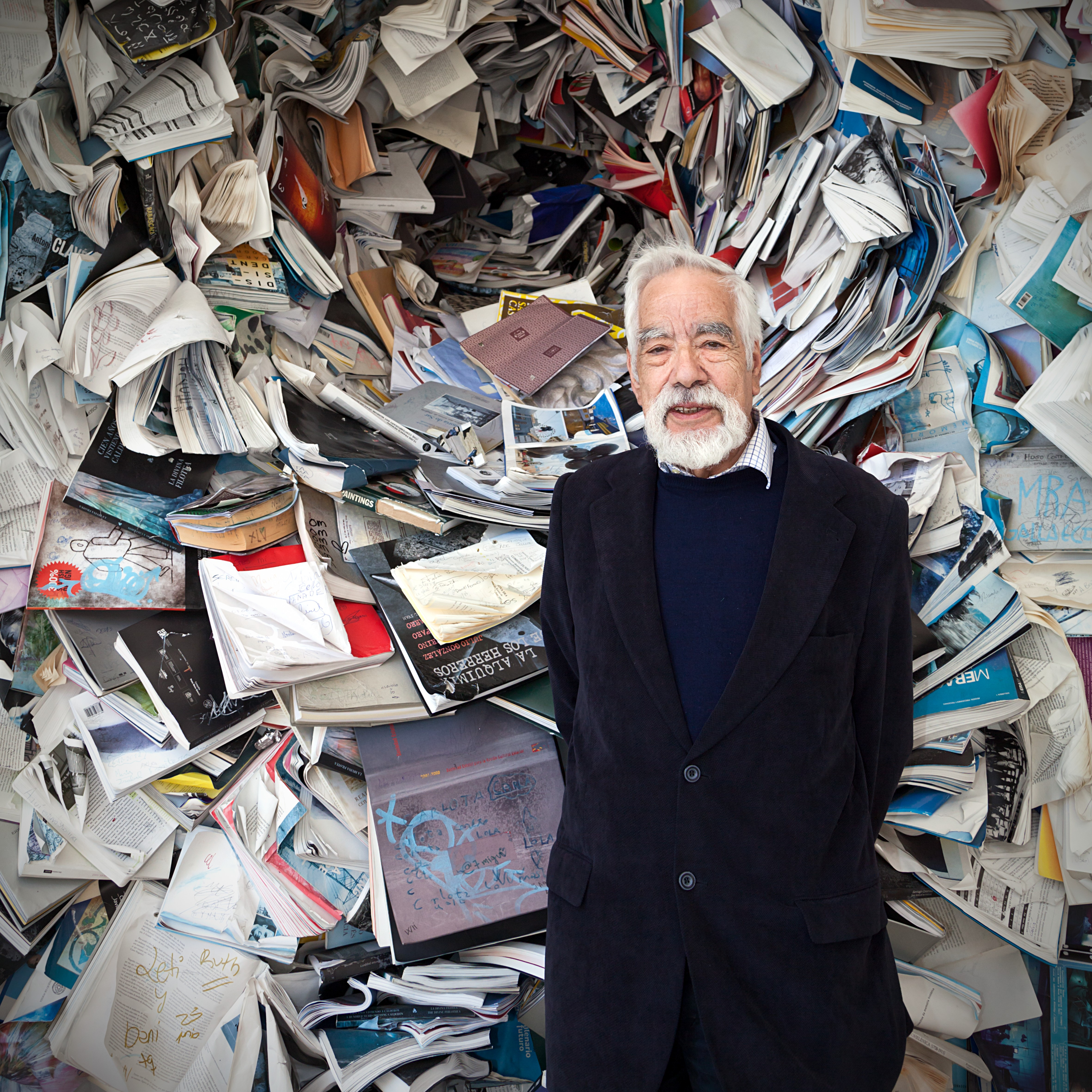
Basilio Losada Castro

Er wurde 1930 in Penaboa (Parroquia Ronfe) geboren. Er ist Professor für galicisch-portugiesische Philologie an der Universität Barcelona und Autor zahlreicher kritischer Studien zur galicischen, portugiesischen und brasilianischen Literatur. Er hat 150 Bücher von Autoren wie Jorge Amado, José Saramago und Rosalía de Castro in sieben Sprachen übersetzt. Er erhielt unter anderem den Nationalen Übersetzungspreis, den Creu de Sant Jordi, den von der portugiesischen Regierung verliehenen Orden des Infanten Dom Henrique, den Nationalen Orden vom Kreuz des Südens Brasilien und die Castelao Medaille von Galicien. 2002 wurde er zum Ehrenbürger von Láncara ernannt.
- Ángel Castro Argiz

Ángel María Bautista Castro Argiz, Vater von Fidel Castro, war am 5. Dezember 1875 in Láncara geboren, wo sein Haus noch heute erhalten ist.
Aufgrund dieser Verbindung kam die Städtepartnerschaft mit La Lisa in Kuba zustande. Fidel Castro besuchte 1992 Galicien und unter anderem die Heimatstadt seines Vaters. Bei einem Gegenbesuch einer Vertretung Láncaras schlug er die Partnerschaft der beiden Gemeinden vor. Die Zeremonie fand am 11. November 2004 in Kuba statt.
- Luís Fernando Quiroga y Piñeiro

Er ist Besitzer der Casa Grande de A Pobra in San Xiao, die eine 700-jährige Geschichte hat und immer in den Händen der Familie Quiroga war. Seine Familie hat das Land abgetreten, auf dem sich der Campo da Feira befindet, sowie ein Stück Land, um den Flussstrand von A Pobra de San Xiao zu erweitern. Des Weiteren ist er auch für die Gründung von Eléctrica de Valdriz verantwortlich. Anlässlich der Dankbarkeit des Stadtrats an seine Familie wurde die Hauptstraße der Stadt nach Benigno Quiroga benannt, einem seiner berühmten Vorfahren und großen Wohltäter der Gemeinde.
Er ist Wirtschaftsingenieur von der Englischen Universität und ein erfolgreicher Geschäftsmann. Der ehemalige CEO von Unión Fenosa, Präsident von Eléctrica Valdriz, S.A., Präsident der Stiftung Aquis Vía nova, Territorialpräsident der IESE Business School erhielt unter anderem den Orden für zivilem Verdienst. 2013 wurde er zum Ehrenbürger von Láncara ernannt.